# Augapfelvorfall

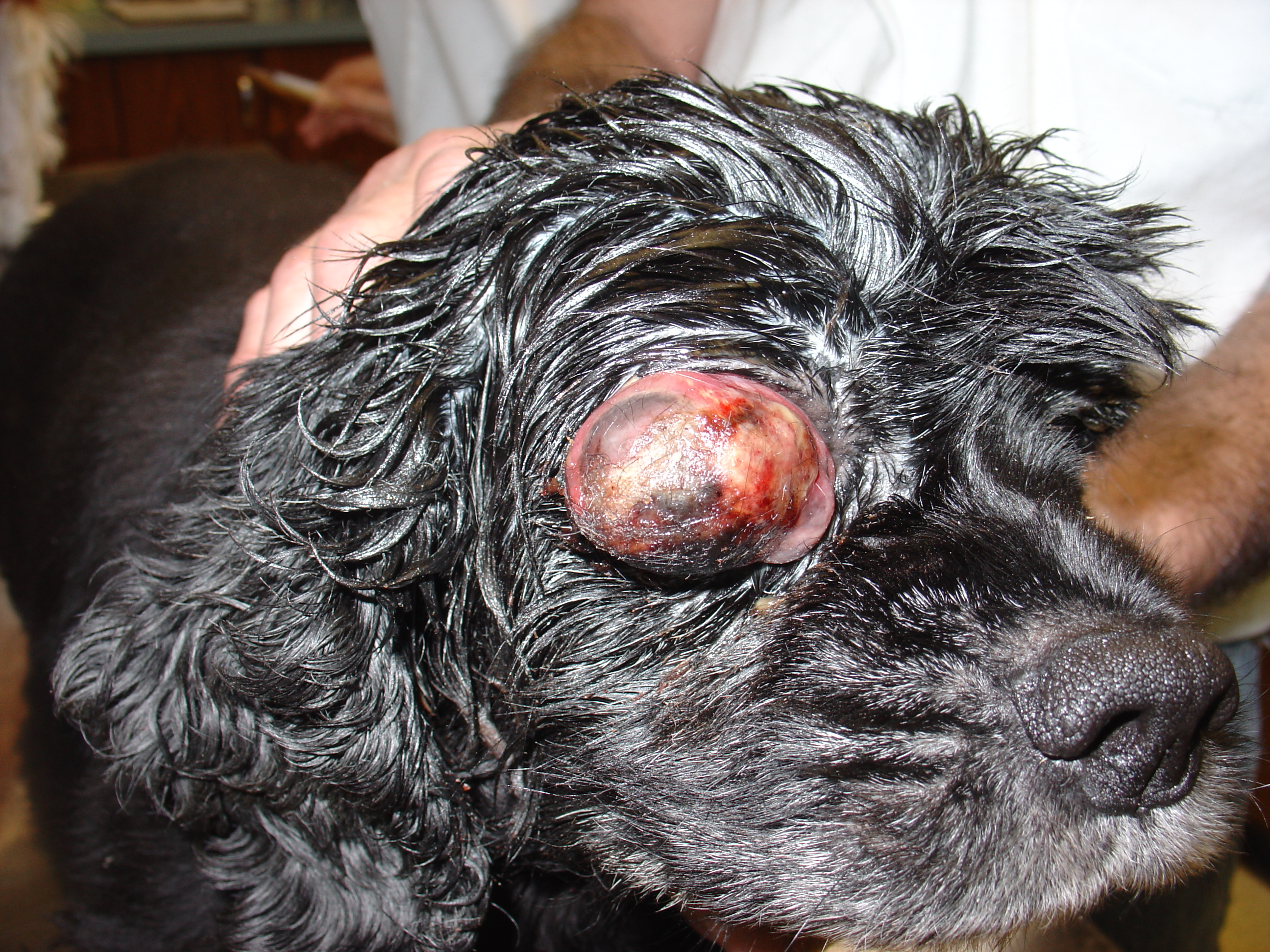
Traumatisch bedingter Augapfelvorfall bei einem Cocker Spaniel

Als Augapfelvorfall oder Bulbusprolaps bezeichnet man den Vorfall des Augapfels aus der Augenhöhle. Im Gegensatz zu einer Augapfelvorwölbung (Exophthalmus) liegt der Äquator des Augapfel vor der Lidspalte. Am häufigsten ist der Augapfelvorfall bei brachycephalen Haushunden, deutlich seltener bei Hauskatzen. Er ist ein medizinischer Notfall, der eine schnellstmögliche Behandlung erfordert. Darüber hinaus kann ein Augapfelvorfall bei einigen Viruskrankheiten bei Fischen (Frühlingsvirämie der Karpfen, Infektiöse Pankreasnekrose) auftreten.
Beim Augapfelvorfall reißen zumeist der Musculus rectus medialis,  Musculus rectus inferior und der Musculus obliquus inferior, da sie die kürzesten Augenmuskeln sind. Wenn weitere Augenmuskeln reißen, kommt es meist auch zu einer Schädigung des Sehnervs und der Gefäßversorgung des Auges. Das Auge ist in der Lidpalte eingeklemmt und kann nicht zurückverlagert werden. Das umgebende Gewebe ist angeschwollen und es kommt zu Einblutungen.
Wenn das Auge nicht vollständig eingeblutet ist und nur die kurzen Augenmuskeln gerissen sind, kann versucht werden, den Augapfel zurückzuverlagern (Reposition). Dies erfordert im Regelfall eine Allgemeinanästhesie (Narkose). Dann werden die Lidränder erfasst und das Auge mit sanftem Druck zurückgeschoben. Meist ist ein Einschnitt im schläfenseitigen Augenwinkel notwendig (laterale Kanthotomie). Anschließend wird eine temporäre Lidspaltenverengung (Tarsorrhaphie) mittels einer horizontalen Matratzennaht zur Verhinderung eines erneuten Vorfalls durchgeführt. Die Prognose für den Erhalt der Sehfähigkeit liegt bei brachycephalen bei 68 %, für andere Hunde, bei denen stärkere Traumata notwendig sind, nur bei 20 %. Spätfolgen können Schielen, ungenügender Lidschluss, erhöhte Neigung zu Hornhautschäden oder Augapfelschrumpfung sein. Bei schwerer Schädigung ist eine Reposition nicht sinnvoll, hier ist eine Augapfelentfernung angezeigt.